# Michael Daxner

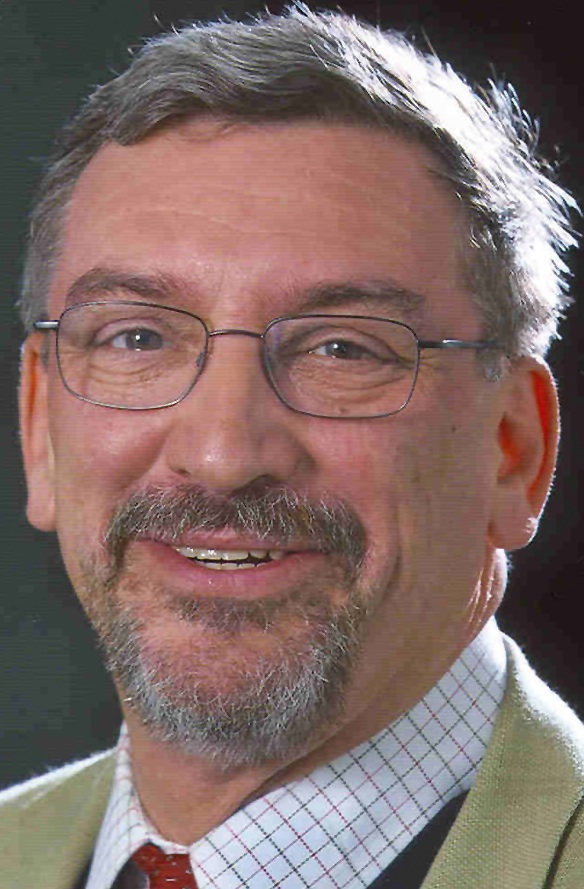
Michael Daxner (2011)

Michael Daxner (* 27. Oktober 1947 in Wien) ist ein deutsch-österreichischer Sozialwissenschaftler.

## Leben
Nach seiner schulischen Ausbildung in Wien leistete Daxner von 1965 bis 1966 den Grundwehrdienst beim Österreichischen Bundesheer. Anschließend studierte er an den Universitäten Wien und Freiburg i. Brsg. Anglistik, Pädagogik, Philosophie bzw. Geistes- und Sozialwissenschaften. 1970 wurde Daxner Referent im österreichischen Bundesministerium für Wissenschaft und Forschung, während er eine Dissertation über Ernst Bloch verfasste, mit der er 1972 an der Uni Wien zum Dr. phil. promoviert wurde.
Schon 1974 berief ihn die Universität Osnabrück zum Professor für Hochschuldidaktik. 1986 wurde Daxner zum Präsidenten der Universität Oldenburg gewählt und 1992 für eine zweite Amtszeit bis 1998 bestätigt. Anschließend wechselte Daxner dort auf eine Professur für Soziologie und Jüdische Studien. 2000–2002 war Daxner zuständig für Bildung und Wissenschaft bei UNMIK im Kosovo. Ab 2003 Beratung und Forschung in Afghanistan. Von 2009 bis 2018 ist Daxner auch Senior Fellow bei der Berghof-Stiftung. Seit März 2011 ist er pensioniert. Ab 2009 arbeitete Daxner am Sonderforschungsbereich 700 der Freien Universität Berlin und leitete bis 2018 das Teilprojekt C9: „Sicherheit und Entwicklung in Nordost-Afghanistan“. 
2015 wurde Daxner CEO der Daylight Consultants GmbH, die Forschungen zu afghanischen Themen durchführt (bis 2021).
Daxner ist Honorarprofessor an der Universität Potsdam und betreut dort Dissertationen. Die früheren Forschung zur Kaliski-Schule bei der DFG werden fortgeführt. Er hat sein Afghanistanarchiv am RZ Potsdam abgeschlossen und an die Universität Groningen (NL) übergeben. In Wien bearbeitet Daxner Seniorensoziologie am Institut für Gesellschaftswissenschaft (IGW).

## Preise und Auszeichnungen
- Ehrendoktorwürden 1990 der Towson University und 1995 der Staatlichen Universität Nowosibirsk
- 1995 Bundesverdienstkreuz I. Klasse

## Mitgliedschaften und andere Funktionen
- 2003–2007 Mitglied des Landeshochschulrates Brandenburg
- 2007–2009 Präsident des Observatory of the Magna Charta, Bologna (seit 2001 Mitglied des Board)
- 2011–2022 Mitglied des Hochschulrates der Universität Marburg.
- 2011–2023 Mitglied des Beirats im Ernst Ludwig Ehrlich Studienwerk ELES
- 2017 Research Director der Global Citizenship Alliance[3]
- 2018–2020 Co-Sprecher der Heinrich-Böll-Stiftung Brandenburg

## Veröffentlichungen (Auswahl)
- Die Wiederherstellung der Hochschule. Köln 1993, ISBN 3-927760-20-X.
- mit Eveline Goodman-Thau (Hrsg.): Bruch und Kontinuität. Jüdisches Denken in der europäischen Geistesgeschichte. Akademie-Verlag, Berlin 1995, ISBN 3-05-002785-1.
- Ist die Uni noch zu retten? Zehn Vorschläge und eine Vision. Reinbek 1996, ISBN 3-499-13763-1.
- Die blockierte Universität - Warum die Wissensgesellschaft eine andere Hochschule braucht. Frankfurt am Main / New York 1999, ISBN 3-593-36271-6.
- Der Antisemitismus macht Juden. Merus, Hamburg 2007, ISBN 978-3-939519-17-1
- mit Thorsten Bonacker, Jan H. Free, Christoph Zürcher (Hrsg.): Interventionskultur. VS, Wiesbaden 2010, ISBN 978-3-531-16302-4.
- Reclaiming Afghanistan. In: World Policy Journal, Band 28 (2011), 2, S. 69–78.
- Die Interventionsgesellschaft Afghanistans. In: Vorgänge. 195/2011.
- mit Urs Schrade: Menschenrechtsrabatt durch UN-Peacekeeping? In: Blätter für deutsche und internationale Politik. Band 56 (2011), 12, S. 34–37.
- mit Hannah Neumann (Hrsg.): Heimatdiskurs – Wie die Auslandseinsätze der Bundeswehr Deutschland verändern. Transcript, Bielefeld 2012, ISBN 978-3-8376-2219-5.
- A Society of Intervention. BIS, Oldenburg 2017, ISBN 978-3-8142-2358-2.
- mit Marion Näser-Lather, Silvia Nicola (Hrsg.): Conflict Veterans.Cambridge Scholars, Newcastle 2018, ISBN 978-1-5275-0786-9.
- Flanieren im Mythos – Sexualität und Gewalt. Wien 2023, edition Splitter, ISBN 978-3-9504404-8-5.